# Elaine Powell
Elaine Powell (ur. 9 sierpnia 1975 w Monroe) – amerykańska koszykarka występująca na pozycji rozgrywającej, po zakończeniu kariery sportowej została trenerką, od 2023 asystentka trenerki Minnesoty Lynx.
Została pierwszą w historii zawodniczką Uniwersytetu Stanowego Luizjana, która została wybrana w drafcie do WNBA.
W 1997 roku została wybrana w drafcie do ligi ABL z numerem 20 przez zespół Portland Power. Po upadku ligi w 1999 roku wzięła udział w drafcie WNBA. Została wybrana z numerem 50 przez Orlando Miracle.
18 maja 2016 objęła stanowisko trenerki zespołu Lady Lions z Uniwersytetu Langston. 26 kwietnia 2023 została asystentką trenerki Minnesoty Lynx.

## Osiągnięcia
Na podstawie, o ile nie zaznaczono inaczej.

### NCAA
- Uczestniczka rozgrywek Sweet Sixteen turnieju NCAA (1997)
- III miejsce w turnieju NWIT (1996)

### Drużynowe
- Mistrzyni:
  - WNBA (2003, 2006, 2008)
  - Polski (2004, 2005)
- Wicemistrzyni:
  - WNBA (2007)
  - Euroligi (2004)
  - Światowej Ligi FIBA (2004)
  - Rosji (2006)
  - Hiszpanii (2007)
- Zdobywczyni Pucharu Polski (2005)
- Finalistka pucharu Hiszpanii (2007)
- Uczestniczka:
  - TOP 16 Euroligi (2007)
  - rozgrywek Pucharu Ronchetti (2002)

### Indywidualne
- Uczestniczka meczu gwiazd PLKK (2003, 2004)[5][6]
- Liderka PLKK w skuteczności rzutów z gry (2004)[7]
- Laureatka WNBA Community Assist Award (2003)[8]